# Музей на просветното дело (Копривщица)
Музей на просветното дело е постоянната изложба „Копривщица – просветен център през Възраждането“. Тази експозиция представя важни подробности от историята на града, превърнал се през XIX в. в едно от най-значимите български възрожденски средища в областта на просветата и революционната дейност за освобождението на българите.
Изложбата, представяща историята на възрожденското образование в Копривщица, е открита на 1 ноември 2012 г. след преоборудване в родната къща на копривщенския учител и деец на БРП (к) Яко Доросиев. Строена е през 1840 г., а до 1989 година в нея е уреден музей на името на учителя, открит през 1958 година.

## Постоянната изложба
Днес тук е възстановен нагледно с подробности изгледът на килийно училище и отделно на взаимоспомагателно училище по Бел-Ланкастърския метод. Тук разликата между архаичното и началото на модерното образование в България е видна. Това е илюстрирано с богат снимков материал от миналото на просветното дело и неговите деятели.
Ценен експонат в експозицията е училищната икона на „Св. Св. Кирил и Методий“, чийто автор е Станислав Доспевски, нарисувана по поръчка на Найден Геров за училището в града.
Музеят се намира в непосредствена близост до къщата музей „Георги Бенковски“. През малкото площадче пред тях по стъпалата се стига до мемориален комплекс „Човекът, що даде фаталния знак“. Музеите се стопанисват от Дирекцията на музеите в града.